# Laird Swallow
Die Laird Swallow ist ein Doppeldecker-Leichtflugzeug des US-amerikanischen Herstellers E. M. Laird Company. Die Swallow gilt als das erste kommerziell in den USA vertriebene Leichtflugzeug, das nicht aus einem militärischen Entwurf abgeleitet worden war.

## Geschichte
E. M. „Matty“ Laird war einer der Luftfahrtpioniere in den USA. In seiner Heimatstadt Chicago hatte Laird bereits die Baby Biplane (Ende 1912), die Boneshaker (1916) und die Laird Model S (1919) entworfen und gebaut. Letztere wurde von der – wahrscheinlich seit 1919 bestehenden – E. M. Laird Company auf dem Ashburn Field in Chicago in einer kleinen Serie hergestellt. Die Model S war etwas kleiner als die spätere Swallow, wird aber als deren direkter Vorgänger betrachtet.
Im Mai 1919 entstand der erste Flugplatz in Wichita (Kansas) nach dem Ankauf eines Grundstücks durch die örtliche Handelskammer. Zur gleichen Zeit wurde auch das Unternehmen Wichita Airplane Company gegründet, in dem Jacob M. Moellendick als Hauptaktionär auftrat. Er engagierte Billy Burke als Manager, worauf dieser wiederum Matty Laird nach Wichita holte, mit dem Versprechen dort zukünftig seine Flugzeuge bauen und verkaufen zu können. Bereits im Dezember 1919 geriet die Wichita Airplane Company in wirtschaftliche Schwierigkeiten, worauf Laird das insolvente Unternehmen für 19.000 US-Dollar aufkaufte. Laird brachte außerdem seine Entwürfe sowie seine Ausrüstung und Erfahrungen in die neue Gesellschaft ein, während Moellendick und Burke jeweils 15.000 US-Dollar als Startkapital investierten. Anfang 1920 wurde auf dieser Grundlage die neue E. M. Laird Company gegründet.
Das erste Flugzeug der neuen Gesellschaft war ein zweistieliger Doppeldecker, der, wie später bis zum Ende der 1930er Jahre in den USA üblich, als Dreisitzer ausgelegt war. Den Namen „Swallow“ (Schwalbe) erhielt die Maschine durch den Geschäftsmann Bill Lassen, der als Augenzeuge nach dem Erstflug am 8. April 1920 bemerkte: „It flies just like a swallow“.
Die Erprobung zeigte so gute Flugeigenschaften, dass man beschloss, sofort mit der Serienproduktion eines ersten Bauloses von zehn Maschinen zu beginnen. Im Sommer 1920 stellte Laird deshalb weitere Mitarbeiter zur Unterstützung ein. Darunter befand sich auch Lloyd Stearman, der mit seiner Architekturausbildung als Konstruktionszeichner eingesetzt wurde. Weiter kamen zur gleichen Zeit auch Walter Strobel, Bill Snook (beide später zu Travel Air) und Waverley Stearman, der Bruder von Lloyd Stearman, zum Laird-Unternehmen. Bei der Verlegung des Unternehmenssitzes von Chicago nach Wichita war zuvor bereits mit Teilen der Belegschaft Charles Laird übersiedelt, der Bruder von E. M. Laird.
Die Swallow unterschied sich in ihren Flugeigenschaften sehr positiv von den ansonsten in den Jahren 1919 und 1920 für Privatpiloten verfügbaren Curtiss Jenny und Standard J-1, sodass sie schnell eine große Beliebtheit auf dem noch kleinen Markt erreichte. Mit den Finanzierungsgeldern des Teilhabers Moellendick konnte die Produktion von anfangs einer Maschine pro Monat innerhalb kurzer Zeit auf vier Flugzeuge pro Monat erhöht werden. Im Herbst 1920 stieß George E. „Buck“ Weaver, der bis dahin in seinem eigenen – nicht sehr erfolgreichen – Unternehmen Weaver Aircraft Company in Lorain (Ohio) tätig war, zu dem Unternehmen. Weaver übernahm Aufgaben im Bereich des Vorführens und Einfliegens neuer Maschinen und der Teilnahme bei Wettbewerben. Im Mai 1921 wurde für ähnlich gelagerte Aufgaben auch Walter Beech bei Laird eingestellt. Billy Burke verließ Laird in der geschäftlichen Depressionszeit im Herbst 1921 und erhielt u. a. drei Flugzeuge als Abfindung. Nach der Einstellung von Beech kam es zu Reibereien zwischen Moellendick und Weaver, wonach Weaver Ende 1921 das Unternehmen verließ. In der zweiten Hälfte von 1923 kam es auch zwischen Laird selbst und Moellendick zum offenen Bruch bei einem Streit über die künftige Firmenpolitik. Matty Laird verließ daraufhin das Unternehmen und ging zurück nach Chicago. Als Abfindung akzeptierte er zwei Flugzeuge und 1500 US-Dollar in bar. Bis zu diesem Zeitpunkt waren insgesamt 43 Swallow gebaut worden, nach dem Ausscheiden von Matty Laird folgten nur noch zwei weitere Maschinen.
In Chicago gründete Laird dann die neue Gesellschaft E. M. Laird Airplane Company, während Lairds Unternehmen in Wichita umorganisiert wurde und nun als Swallow Airplane Manufacturing Company firmierte. Beech wurde zum Verantwortlichen für sämtliche Außendienste, während Stearman zum Chefkonstrukteur aufstieg. Stearmans erste Aufgabe war die Konstruktion der New Swallow als Nachfolger der Swallow.

## Konstruktion
Die Swallow war ein dreisitziger, zweistieliger Doppeldecker und mit einem 90 PS leistenden Curtiss-OX-5-Motor ausgerüstet. Die zwei Passagiere saßen nebeneinander im vorderen Cockpit, während der Pilot den hinteren Sitz einnahm. Die Rumpfstruktur bestand aus einem in Holz ausgeführten, mit Stoff bespannten und intern mit Draht verspannten Fachwerk. Die untereinander austauschbaren Tragflächen hatten ebenfalls eine Holzstruktur, die aus einem Kastenholm, konventionellen Rippen und ebenfalls einer Drahtverspannung bestand. Die untere Triebwerksverkleidung hatte sechs Reihen mit Kühlerschlitze; die Zylinderköpfe des Curtiss-OX-5-V-Motors lagen frei im Luftstrom. Das konventionelle Fahrwerk verwendete noch eine, damals bereits technisch überholte, durchgehende Achse.

## Technische Daten
| Kenngröße             | Daten                                                            |
| --------------------- | ---------------------------------------------------------------- |
| Besatzung             | 1                                                                |
| Passagiere            | 2                                                                |
| Länge                 | 7,12 m                                                           |
| Spannweite            | 10,98 m Tragflächentiefe: 1,47 m                                 |
| Höhe                  | 2,64 m                                                           |
| Tragfläche            | Fläche: 30,10 m² Staffelung: 25 cm V-Stellung: 1° Profil: RAF 15 |
| Leermasse             | 488 kg                                                           |
| max. Startmasse       | 795 kg                                                           |
| Landegeschwindigkeit  | 61 km/h                                                          |
| Höchstgeschwindigkeit | 138 km/h                                                         |
| Steigzeit             | eine Stunde auf 4575 m (nur mit Pilot)                           |
| Dienstgipfelhöhe      | 5180 m                                                           |
| Reichweite            | 408 km bei Vollleistung                                          |
| Triebwerke            | 1 × Curtiss OX-5 mit 90 PS (66 kW)                               |